# Liste der Fahnenträger der bhutanischen Mannschaften bei Olympischen Spielen
Die Liste der Fahnenträger der bhutanischen Mannschaften bei Olympischen Spielen listet chronologisch alle Fahnenträger bhutanischer Mannschaften bei den Eröffnungs- und Abschlussfeiern Olympischer Spiele auf.

## Liste der Fahnenträger
| Mannschaft             | Veranstaltung | Fahnenträger (EF) | Fahnenträger (AF) |
| ---------------------- | ------------- | ----------------- | ----------------- |
| 1984 in Los Angeles    | Sommerspiele  | Thinley Dorji     |                   |
| 1988 in Seoul          | Sommerspiele  | Pema Tshering     |                   |
| 1992 in Barcelona      | Sommerspiele  | Jubzang Jubzang   |                   |
| 1996 in Atlanta        | Sommerspiele  | Jubzang Jubzang   |                   |
| 2000 in Sydney         | Sommerspiele  | Jubzang Jubzang   |                   |
| 2004 in Athen          | Sommerspiele  | Tshering Choden   | Tashi Peljor      |
| 2008 in Peking         | Sommerspiele  | Tashi Peljor      | Tashi Peljor      |
| 2012 in London         | Sommerspiele  | Sherab Zam        | Sherab Zam        |
| 2016 in Rio de Janeiro | Sommerspiele  | Karma             | Lenchu Kunzang    |
| 2020 in Tokio          | Sommerspiele  | Karma             | Sangay Tenzin     |
| 2020 in Tokio          | Sommerspiele  | Sangay Tenzin     | Sangay Tenzin     |
| 2024 in Paris          | Sommerspiele  | Kinzang Lhamo     | Kinzang Lhamo     |
| 2024 in Paris          | Sommerspiele  | Sangay Tenzin     | Kinzang Lhamo     |

Anmerkung: (EF) = Eröffnungsfeier, (AF) = Abschlussfeier

## Statistik
| Rang    | Sportart       | EF | AF | ∑  |
| ------- | -------------- | -- | -- | -- |
| 1       | Bogenschießen  | 9  | 3  | 12 |
| 2       | Schwimmen      | 2  | 1  | 3  |
| 3       | Leichtathletik | 1  | 1  | 2  |
| 4       | Schießen       | 0  | 1  | 1  |
| Gesamt: | Gesamt:        | 12 | 6  | 18 |

| Rang                   | Sportart | EF | AF | ∑ |
| ---------------------- | -------- | -- | -- | - |
| bisher keine Teilnahme |          |    |    |   |
| Gesamt:                | Gesamt:  | 0  | 0  | 0 |

| Rang    | Sportart       | EF | AF | ∑  |
| ------- | -------------- | -- | -- | -- |
| 1       | Bogenschießen  | 9  | 3  | 12 |
| 2       | Schwimmen      | 1  | 1  | 2  |
| 3       | Leichtathletik | 1  | 1  | 2  |
| 4       | Schießen       | 0  | 1  | 1  |
| Gesamt: | Gesamt:        | 12 | 6  | 18 |